# والی ولف
والی ولف (به انگلیسی: Wally Wolf) (زادهٔ ۲ اکتبر ۱۹۳۰ - درگذشته 12 مارس 1997) شناگر اهل ایالات متحده آمریکا بود.